# HD 135438
HD 135438 är en orange stjärna i Björnvaktarens stjärnbild.
Den har visuell magnitud +5,97 och är svagt synlig för blotta ögat vid god seeing.